# Limbo (film, 2021)
Pour les articles homonymes, voir Limbo.
Pour plus de détails, voir Fiche technique et Distribution.
Limbo (chinois traditionnel : 智齒 ; cantonais Jyutping : Zi3 Ci2, littéralement Dent de sagesse) est un film hongkongais réalisé par Soi Cheang et sorti en 2021.
C'est l'adaptation du roman Dent de sagesse de l'écrivain chinois Lei Mi.

## Synopsis
Will Ren est un jeune officier de police qui sort de l'école. Il fait équipe avec le vétéran Cham Lau pour enquêter sur une série d'homicides ciblant des femmes qui sont retrouvées avec la main gauche coupée.

## Fiche technique
Sauf indication contraire, les informations mentionnées dans cette section peuvent être confirmées par la base de données cinématographiques IMDb,  présente dans la section « Liens externes ».
- Titre original : 智齒, Zi3 Ci2
- Titre français : Limbo
- Réalisation : Soi Cheang
- Scénario : Au Kin-yee
- Musique : Kenji Kawai
- Photographie : Cheng Siu-keung
- Pays de production :  Hong Kong
- langue : cantonais
- Format : noir et blanc
- Genre : drame
- Durée : 118 minutes
- Dates de sortie :
  - Allemagne : 3 mars 2021 (Berlinale 2021)
  - France : 14 septembre 2021 (L'Étrange Festival 2021)[1], 12 juillet 2023 (sortie nationale)
  - Hong Kong : 18 novembre 2021
- Classification :
  - France : interdit aux moins de 16 ans lors de sa sortie en salles et à la télévision.

## Distribution
- Gordon Lam : Cham Lau
- Mason Lee (en) : Will Ren
- Cya Liu (en) : Wong To
- Hiroyuki Ikeuchi : Akira Yamada
- Fish Liew (en) : Coco, la dealeuse handicapée

## Accueil

### Accueil critique
En France, le site Allociné propose une moyenne de 3,9⁄5, fondée sur 24 critiques de presse.

## Distinctions

### Récompenses
- Festival international du film fantastique de Catalogne 2021 : Prix de la photographie[3]
- Hong Kong Film Awards 2022 : meilleur scénario, meilleure actrice, meilleure photographie et meilleurs décors[4]
- Golden Horse Film Festival and Awards 2022 : meilleur scénario adapté, meilleure photographie, meilleure direction artistique, meilleurs effets spéciaux et prix du public[5]
- Reims Polar 2023 : Grand Prix et Prix de la critique[6]

### Sélections
- Berlinale 2021 : sélection hors compétition
- L'Étrange Festival 2021[7] : sélection en compétition internationale[1]
- Golden Horse Film Festival and Awards 2022 : meilleur film et meilleur réalisateur
- Hallucinations collectives 2023 : sélection en compétition[8]